# Bioługowanie
Bioługowanie (ang. bioleaching) to proces, w którym stosuje się właściwości mikroorganizmów w celu wymycia (wyekstrahowania) różnych pierwiastków z ubogich rud zazwyczaj metali. Wykorzystuje się zdolność zakwaszania środowiska przez mikroorganizmy autotroficzne, dokładnie chemolitotroficzne. Drobnoustroje takie korzystają ze związków nieorganicznych jako źródła energii, a jednocześnie ich metabolizmowi towarzyszy wytwarzanie dużej ilości kwasu (niektóre mikroorganizmy np. z rodzaju Thiobacillus wydzielają kwasy jako produkt swojego metabolizmu) – obniża się wtedy pH środowiska (zwiększa kwasowość). W takiej sytuacji wiele substancji staje się rozpuszczalna i można je wymyć, odzyskać np. metal z rudy tego metalu.
Technikę bioługowania stosuje się przede wszystkim do pozyskiwania bardzo cennych pierwiastków, gdzie opłaca się przetwarzać nawet pozostałości po tradycyjnym kopalnictwie. Także kiedy stężenie pierwiastka jest bardzo niskie i inne sposoby nie są skuteczne. W Australii i USA bioługowanie stosuje się do pozyskiwania resztek uranu i miedzi. Surowcem są wtedy hałdy niskoprocentowych rud, które są odrzucane przez kopalnie i huty.
Przedrostek bio- oznacza wykorzystanie mikroorganizmów.